# Symmachia basilissa
Symmachia basilissa is een vlindersoort uit de familie van de prachtvlinders (Riodinidae), onderfamilie Riodininae.
Symmachia basilissa werd in 1868 beschreven door H. Bates.